# Michel Decastel
 (janvier 2015).
Michel Decastel, né le 22 octobre 1955 à Neuchâtel, est un footballeur suisse devenu entraîneur. Il joue au poste de Défenseur ou de milieu de terrain du milieu des années 1970 à la fin des années 1980.
Formé au Neuchâtel Xamax, il joue ensuite au RC Strasbourg, au Servette FC puis termine sa carrière au sein de son club formateur. En équipe de Suisse, il compte 19 sélections.
Devenu entraîneur, il dirige de nombreux clubs suisses, notamment le FC Sion, ainsi que de nombreux clubs du continent africain comme l'ASEC Mimosas, l'Espérance sportive de Tunis, le Wydad Athletic Club et le CS Sfaxien.

## Biographie

### Carrière d'entraîneur
En 1990, Michel Decastel reprend en main l'équipe du FC Colombier, un club amateur suisse. Il reste en poste quatre saisons, ou il finit 1er de 3e division et deux fois deuxième.
C'est le FC Yverdon qui lui donne sa chance d'entraîner à un niveau plus élevé (2e division). Au bout d'une saison, il finit champion, et est débauché par le FC Sion. Le club finit second derrière les Grasshopper Zurich, mais se rattrape en raflant la Coupe. Mais là encore, Decastel quitte le club au bout d'une saison, rejoignant le SR Delémont, qu'il dirige durant trois saisons, permettant au club d’accéder à la Ligue nationale A.
En 1999, Michel Decastel quitte la Suisse et rejoint La Côte d'Ivoire où Il prend en charge l'équipe de l'ASEC Mimosas, où il entraîne deux saisons consécutives et remporte deux fois le titre de champion national.
En 2001, il rejoint la Tunisie, et l'Espérance de Tunis. En deux saisons, toujours, il gagne le championnat et la Coupe.
Il part ensuite en 2003 aux Émirats, dans le club de Dubaï Sports à Dubaï. 
Il signe ensuite au Wydad de Casablanca, au Maroc, où il va être finaliste de la Coupe du Trône. L'aventure ne durera cette fois-ci qu'une seule saison.
2004 est l'année du retour en Tunisie, et il signe au CS sfaxien. Il devient champion, gagne la Coupe, devient finaliste de la Coupe Arabe.
Il part ensuite au Qatar, en 2006-2007, à Al Ahly Doha. 
Il retourne en 2007 à Sfax en Tunisie où il est rappelé et où cette fois il va gagner un trophée de niveau continental, son premier : la Coupe d'Afrique des Clubs.
À l'été 2008, il rejoint l’Étoile du Sahel, mais se fait limoger après un match nul alors que l'équipe était seconde en championnat et qualifiée pour jouer une semaine plus tard la finale de la Coupe d'Afrique des Clubs, qu'ils ont d'ailleurs perdue. 
Il va ensuite entraîner en Égypte au Zamalek, où il a réussi à sauver Zamalek de la relégation et ce en introduisant des jeunes. Il quitte le club à la suite d'un changement de président. 
Il part ensuite aux Émirats dans le club d'Al-Dhafra.
En 2011, il revient au Wydad Casablanca et est finaliste de la Ligue des champions d'Afrique contre son ancien club l'Espérance de Tunis.
Début 2012, Michel Decastel signe un contrat de deux ans au sein de son ancien club, l’Espérance de Tunis. Le 24 mai 2012, il est remercié après une défaite et un match nul malgré avoir battu le record de treize victoires consécutives et en étant premier au classement avec quatre points d'avance.
En septembre 2012, Michel Decastel rejoint à nouveau le FC Sion, en 1ère division suisse, poste qu'il occupe pendant trois ans en alternance entre la première équipe et la deuxième équipe. 
Il rejoint ensuite le Neuchâtel Xamax FCS, club de deuxième division suisse où il termine deuxième lors de ses deux premières saisons (2016 et 2017). Ensuite, en mai 2018, il termine Champion de deuxième division et permet l'Ascension en 1ère Division Suisse.

## Carrière de joueur
- 1974-1979 : Neuchâtel Xamax
- 1979-1981 : RC Strasbourg
  - Ligue 1 : 73 matchs (15 buts)
  - Coupe de France : 11 matchs (2 buts)
  - Coupe des Clubs champions : 5 matchs (2 buts)
- 1981-1988 : Servette FC
  - Ligue A : 177 matchs (27 buts)
  - Coupes d'Europe : 14 matchs (6 buts)
- 1988-1989 : Neuchâtel Xamax
  - Ligue A : 33 matchs (5 buts)
  - Coupe des Clubs champions : 4 matchs (1 but)[2]

## Palmarès

### Joueur
Il est vainqueur de la Coupe de Suisse en 1984 avec le Servette et deux fois vainqueur du championnat de Suisse, en 1985 avec le Servette et en 1988 avec Neuchâtel Xamax.

### Entraîneur
- Champion de Challenge League Suisse 2017-18 avec Neuchâtel Xamax FCS (D2)
- Champion de troisième division avec le FC Colombier
- Champion de deuxième division avec le FC Yverdon
- Vice-champion de Suisse avec le FC Sion
- Vainqueur de la Coupe de Suisse avec le FC Sion.
- Champion de Côte d'Ivoire à deux reprises avec l'ASEC Mimosas.
- Avec l'Espérance de Tunis, il remporte le titre de Champion et la Coupe de Tunisie - il est par ailleurs nommé meilleur entraîneur de l'année en Tunisie.
- Avec le Wydad de Casablanca (WAC), il est finaliste de la Coupe du Trône 2003-2004 et finaliste de Ligue des champions de la CAF 2011
- Avec le Club Sportif Sfaxien, il remporte le championnat de Tunisie en 2005, la Coupe de Tunisie 2003-2004 et il est finaliste de la Ligue des champions arabes 2004-2005. Il remporte aussi la Coupe de la confédération 2007.